# Кошкильдино
Кошки́льдино (чув. Пухтанкасси) — деревня в Красночетайском районе Чувашской Республики. Входит в состав Пандиковского сельского поселения.

## География
Находится в северо-западной части Чувашии на расстоянии приблизительно 7 км на север от районного центра села Красные Четаи.

## История
Известна с 1723 года, когда здесь было отмечено 250 мужчин. В 1795 году было учтено 292 жителя, в 1897 — 44 двора и 244 жителя, в 1927 — 60 дворов и 298 жителей, в 1939—284 жителя, в 1979—252. В 2002 году было 62 двора, в 2010 — 46 домохозяйств. В 1930 году был образован колхоз «V пленум РИКа», в 2010 действовал ООО «Авангард».

## Население
Постоянное население составляло 150 человек (чуваши 98 %) в 2002 году, 111 в 2010.